# Taça de Portugal de 2013–14
A Taça de Portugal de 2013–14 foi a 74ª edição da Taça de Portugal. A final foi disputada entre o Sport Lisboa e Benfica (vencedor) e o Rio Ave Futebol Clube (vencido) no dia 18 de Maio de 2014, no Estádio Nacional (Jamor).

## 1ª Eliminatória
Nesta eliminatória participam os clubes do Campeonato Nacional de Seniores de 2013–14 (N), num total de 79 (todos com excepção do V. Guimarães "B") e 34 clubes dos Campeonatos Distritais (D).
A grande maioria dos jogos foram disputados no dia 1 de setembro de 2013, pelas 16:00 UTC.
| J  | Visitado                | Div | Res            | Div | Visitante            |
| -- | ----------------------- | --- | -------------- | --- | -------------------- |
| 1  | Oliveira do Bairro      | D   | 0-2            | D   | Fabril do Barreiro   |
| 2  | Santiago                | D   | 0-1            | N   | Estarreja            |
| 3  | Fátima                  | N   | 2-0            | D   | Castro Daire         |
| 4  | Santa Eulália           | D   | 2-1 (a.p.)     | N   | Portomosense         |
| 5  | Sousense                | N   | 2-1            | N   | Moura Atlético       |
| 6  | União Sintrense         | N   | 1-2            | N   | Mafra                |
| 7  | Pêro Pinheiro           | D   | 1-1 (4-5 g.p.) | D   | Torres Novas         |
| 8  | Vila Pouca Aguiar       | D   | 0-1            | N   | Santa Maria          |
| 9  | Atalaia Campo           | D   | 0-7            | N   | Atlético Alcanenense |
| 10 | Operário (Açores)       | N   | 1-1 (4-3 g.p.) | N   | Salgueiros 08        |
| 11 | Valenciano              | N   | 3-4            | N   | Cesarense            |
| 12 | Vieira SC               | D   | 0-3            | N   | Nogueirense          |
| 13 | Elvas                   | N   | 1-2 (a.p.)     | N   | Barreirense          |
| 14 | Vila Flor               | N   | 0-0 (0-3 g.p.) | D   | Merelinense          |
| 15 | Vizela                  | N   | 2-0            | N   | Pampilhosa           |
| 16 | Boavista                | N   | 1-0 (a.p.)     | N   | 1.º Dezembro         |
| 17 | Joane                   | N   | 0-1            | D   | Maria da Fonte       |
| 18 | Lourinhanense           | N   | 0-1            | N   | Lusitânia de Lourosa |
| 19 | AD Oliveirense          | N   | 3-2 (a.p.)     | D   | Vila Meã             |
| 20 | Ribeirão                | N   | 6-0            | D   | Sanjoanense          |
| 21 | Almodôvar               | N   | 0-1 (a.p.)     | N   | Ninense              |
| 22 | Vila Cortez Mondego     | D   | 2-4            | D   | Castrense            |
| 23 | GD Bragança             | N   | 0-1            | D   | Avanca               |
| 24 | Benf. Castelo Branco    | N   | 2-0 (a.p.)     | N   | Carregado            |
| 25 | Sacavenense             | D   | 3-0            | D   | Sampedrense          |
| 26 | Camacha                 | N   | 5-0            | D   | C Caçadores Ansião   |
| 27 | Amarante                | N   | 1-3            | N   | Freamunde            |
| 28 | Aljustrelense           | D   | 2-2 (3-1 g.p.) | N   | Casa Pia             |
| 29 | Águias do Moradal       | N   | 0-2            | N   | Sporting Espinho     |
| 30 | S. João de Ver          | N   | 3-2            | N   | FC Ferreiras         |
| 31 | Atl. Reguengos Monsaraz | D   | 0-1            | N   | Varzim               |
| 32 | Pinhalnovense           | N   | 1-1 (4-1 g.p.) | N   | Coimbrões            |
| 33 | Torre Moncorvo          | D   | 1-2            | N   | Perafita             |
| 34 | Marinhas                | D   | FC             | N   | Naval 1º de Maio     |
| 35 | União Leiria            | N   | 2-1 (a.p.)     | N   | Torreense            |
| 36 | Grijó                   | N   | 2-2 (5-4 g.p.) | D   | Lousada              |
| 37 | Lixa                    | N   | 1-2            | N   | Tourizense           |
| 38 | Gafetense               | D   | 2-1            | N   | Vianense             |
| 39 | Anadia                  | N   | 0-1            | N   | Sertanense           |
| 40 | Oriental Lisboa         | N   | 7-0            | D   | União Nogueirense    |
| 41 | Quarteirense            | N   | 1-2 a.p.       | D   | Amora                |
| 42 | Amiense                 | D   | 0-4            | N   | Tirsense             |
| 43 | Futebol Benfica         | N   | 1-0            | D   | Oliveira do Hospital |
| 44 | Aliados de Lordelo      | D   | 3-2            | N   | Manteigas            |

| Nº  | Clube                    | Div |
| --- | ------------------------ | --- |
| 89  | Vitória de Sernache      | D   |
| 90  | Pedras Rubras            | D   |
| 91  | Cinfães                  | N   |
| 92  | Famalicão                | N   |
| 93  | Os Limianos              | N   |
| 94  | Juventude de Évora       | D   |
| 95  | Sourense                 | N   |
| 96  | Gondomar                 | N   |
| 97  | Sporting Ideal           | N   |
| 98  | Alba                     | D   |
| 99  | Sporting Bustelo         | N   |
| 100 | Atlético Marinhense      | D   |
| 101 | Fafe                     | N   |
| 102 | Atlético Riachense       | N   |
| 103 | Cova da Piedade          | N   |
| 104 | Lusitano de Vildemoinhos | N   |
| 105 | Lusitano VRSA            | D   |
| 106 | O Grandolense            | D   |
| 107 | Caldas                   | N   |
| 108 | União Eirense            | D   |
| 109 | Mirandela                | N   |
| 110 | União Montemor           | N   |
| 111 | Felgueiras 1932          | N   |
| 112 | Esperança Lagos          | N   |
| 113 | CD Carapinheirense       | N   |
| 114 | Piense SC                | D   |
| 115 | Os Oriolenses            | D   |
| 116 | Juv. Pedras Salgadas     | N   |
| 117 | Louletano                | N   |
| 118 | Vilaverdense             | N   |
| 119 | Praiense                 | N   |
| 120 | Loures                   | N   |
| 121 | Igreja Nova              | D   |
| 122 | Cerveira                 | D   |
| 123 | Desportivo de Ronfe      | D   |

## 2ª Eliminatória
Nesta eliminatória aos clubes apurados da 1ª Eliminatória, juntam-se os clubes da Segunda Liga de 2013–14, com excepção das Equipas "B". Os jogos foram disputados a 22 de Setembro.
| J  | Visitado                 | Div | Res                | Div | Visitante            |
| -- | ------------------------ | --- | ------------------ | --- | -------------------- |
| 1  | S. João de Ver           | N   | 5-0                | D   | Lusitano VRSA        |
| 2  | Cerveira                 | D   | 1-3                | N   | Cova da Piedade      |
| 3  | Académico de Viseu       | LH  | 2-1                | N   | Nogueirense          |
| 4  | Beira-Mar                | LH  | 4-1                | N   | Grijó                |
| 5  | Santa Eulália            | D   | 2-1                | N   | Ninense              |
| 6  | Felgueiras 1932          | N   | 2-0                | N   | Sporting Bustelo     |
| 7  | Maria da Fonte           | D   | 2-2 (2-3)*         | D   | O Grandolense        |
| 8  | Fátima                   | N   | 1-1 (2-1)*         | N   | Sporting Ideal       |
| 9  | Vilaverdense             | N   | 1-0                | N   | Atlético Riachense   |
| 10 | Varzim                   | N   | 3-0                | N   | Sporting Espinho     |
| 11 | Lusitano de Vildemoinhos | N   | 2-1                | N   | Futebol Benfica      |
| 12 | Esperança Lagos          | N   | 1-0                | D   | Pedras Rubras        |
| 13 | Oliveirense              | LH  | 2-1                | N   | Os Limianos          |
| 14 | União Leiria             | N   | 3-1                | D   | Marinhas             |
| 15 | Sporting da Covilhã      | LH  | 3-1                | N   | Tourizense           |
| 16 | Ribeirão                 | N   | 4-0                | D   | Juventude de Évora   |
| 17 | Estarreja                | N   | 1-5                | N   | Cinfães              |
| 18 | Benf. Castelo Branco     | N   | 2-1                | LH  | União da Madeira     |
| 19 | Pinhalnovense            | N   | 0-1                | LH  | Santa Clara          |
| 20 | Atlético Marinhense      | D   | 0-6                | N   | Caldas               |
| 21 | Santa Maria              | N   | 4-1                | N   | Cesarense            |
| 22 | Atlético Clube           | LH  | 0-0 (1-0)*         | N   | Mirandela            |
| 23 | Alba                     | D   | 2-1                | N   | União Montemor       |
| 24 | Loures                   | N   | 5-0                | N   | CD Carapinheirense   |
| 25 | Tondela                  | LH  | 5-1                | D   | Torres Novas         |
| 26 | Atlético Alcanenense     | N   | 3-1                | N   | Barreirense          |
| 27 | Famalicão                | N   | 4-0                | D   | União Eirense        |
| 28 | Leixões                  | LH  | 2-0                | D   | Sacavenense          |
| 29 | Farense                  | LH  | 1-1 (2-2)* (7-6)** | N   | Lusitânia de Lourosa |
| 30 | Mafra                    | N   | 3-0                | D   | Os Oriolenses        |
| 31 | Gafetense                | D   | 1-1 (2-2)* (4-1)** | N   | Sourense             |
| 32 | Fabril do Barreiro       | D   | 0-2                | N   | Operário (Açores)    |
| 33 | Fafe                     | N   | 2-1                | N   | Perafita             |
| 34 | Freamunde                | N   | 4-0                | D   | Desportivo de Ronfe  |
| 35 | AD Oliveirense           | N   | 1-0                | N   | Vizela               |
| 36 | Piense SC                | D   | 2-2 (4-3)**        | D   | Vitória de Sernache  |
| 37 | Castrense                | D   | 2-3                | N   | Camacha              |
| 38 | Desportivo de Chaves     | LH  | 8-0                | D   | Avanca               |
| 39 | Penafiel                 | LH  | 2-1                | N   | Tirsense             |
| 40 | Moreirense               | LH  | 9-0                | D   | Merelinense          |
| 41 | Boavista                 | N   | 1-2                | LH  | Portimonense         |
| 42 | Aljustrelense            | D   | 3-1                | D   | Igreja Nova          |
| 43 | Trofense                 | LH  | 3-0                | N   | Juv. Pedras Salgadas |
| 44 | Louletano                | N   | 2-0                | N   | Praiense             |
| 45 | Sertanense               | N   | 4-2                | D   | Amora                |
| 46 | Feirense                 | LH  | 2-1                | N   | Sousense             |
| 47 | Oriental Lisboa          | N   | 1-0                | D   | Aliados de Lordelo   |
| 48 | Gondomar                 | N   | 1-2                | LH  | Desportivo das Aves  |

## 3ª Eliminatória
A 30 de Setembro realizou-se o sorteio da 3ª Eliminatória. Nesta eliminatória aos clubes apurados da 2ª Eliminatória, juntam-se os clubes da Primeira Liga de 2013–14. Os jogos foram disputados a 19 e 20 de Outubro.
| J  | Visitado                 | Div | Res       | Div | Visitante            |
| -- | ------------------------ | --- | --------- | --- | -------------------- |
| 1  | Esperança Lagos          | N   | 0-3       | L   | Rio Ave              |
| 2  | Marítimo                 | L   | 3-1       | N   | Freamunde            |
| 3  | Cinfães                  | N   | 0-1       | L   | Benfica              |
| 4  | Varzim                   | N   | 1-4       | L   | Arouca               |
| 5  | Benf. Castelo Branco     | N   | 1-2       | LH  | Desportivo de Chaves |
| 6  | Santa Maria              | N   | 1-0       | L   | Nacional da Madeira  |
| 7  | Loures                   | N   | 0-3       | N   | AD Oliveirense       |
| 8  | Lusitano de Vildemoinhos | N   | 1-2       | L   | Olhanense            |
| 9  | Vitória de Setúbal       | L   | 3-1       | N   | Atlético Alcanenense |
| 10 | Louletano                | N   | 0-2       | N   | Famalicão            |
| 11 | Fátima                   | N   | 0-3       | L   | Vitória de Guimarães |
| 12 | Moreirense               | LH  | 0-2       | L   | Estoril Praia        |
| 13 | Sertanense               | N   | 2-0       | D   | O Grandolense        |
| 14 | Feirense                 | LH  | 2-2 5-3** | LH  | Farense              |
| 15 | Fafe                     | N   | 6-0       | D   | Piense SC            |
| 16 | Gafetense                | D   | 0-2       | L   | Braga                |
| 17 | Camacha                  | N   | 1-1 2-1*  | N   | Vilaverdense         |
| 18 | Ribeirão                 | N   | 2-0       | N   | S. João de Ver       |
| 19 | Aljustrelense            | D   | 0-1       | LH  | Desportivo das Aves  |
| 20 | Mafra                    | N   | 0-1       | LH  | Beira-Mar            |
| 21 | Atlético Clube           | LJ  | 1-0       | D   | Santa Eulália        |
| 22 | Oliveirense              | LJ  | 1-3       | L   | Paços de Ferreira    |
| 23 | Gil Vicente              | L   | 5-0       | N   | Caldas               |
| 24 | Leixões                  | LJ  | 1-0       | N   | Felgueiras 1932      |
| 25 | Belenenses               | L   | 2-2 2-4** | L   | Académica de Coimbra |
| 26 | Portimonense             | LJ  | 0-0 3-4** | N   | Cova da Piedade      |
| 27 | Penafiel                 | LH  | 4-2       | N   | Operário (Açores)    |
| 28 | Porto                    | L   | 1-0       | LH  | Trofense             |
| 29 | União Leiria             | N   | 1-1 1-3*  | LH  | Tondela              |
| 30 | Sporting da Covilhã      | LH  | 2-1       | LH  | Santa Clara          |
| 31 | Sporting                 | L   | 8-1       | D   | Alba                 |
| 32 | Oriental Lisboa          | LH  | 1-1 3-5** | LH  | Académico de Viseu   |

- * Após prolongamento

- ** Após desempate por grandes penalidades

## 4ª Eliminatória
A 24 de Outubro realizou-se o sorteio da 4ª Eliminatória - Dezasseis-avos de Final. Os jogos serão disputados a 9 e 10 de Novembro de 2013.
| J  | Visitado             | Div | Res            | Div | Visitante            |
| -- | -------------------- | --- | -------------- | --- | -------------------- |
| 1  | Ribeirão             | N   | 0-2            | LH  | Penafiel             |
| 2  | Arouca               | L   | 2-0            | LH  | Desportivo de Chaves |
| 3  | Tondela              | LH  | 0-1            | L   | Paços de Ferreira    |
| 4  | Olhanense            | L   | 1-3            | L   | Braga                |
| 5  | Fafe                 | N   | 1-2            | LH  | Desportivo das Aves  |
| 6  | Rio Ave              | L   | 4-2            | N   | Sertanense           |
| 7  | Beira-Mar            | LH  | 3–2            | LH  | Feirense             |
| 8  | Cova da Piedade      | N   | 0-0 (3-4 g.p.) | L   | Gil Vicente          |
| 9  | Camacha              | N   | 1-2 (a.p.)     | LH  | Atlético Clube       |
| 10 | Sporting da Covilhã  | LH  | 1-2            | LH  | Leixões              |
| 11 | Vitória de Guimarães | L   | 0-2            | L   | Porto                |
| 12 | Famalicão            | N   | 0-1 (a.p.)     | L   | Estoril Praia        |
| 13 | Vitória de Setúbal   | L   | 2-1            | N   | Santa Maria          |
| 14 | Marítimo             | L   | 3-0            | N   | AD Oliveirense       |
| 15 | Benfica              | L   | 4-3 (a.p.)     | L   | Sporting             |
| 16 | Académica de Coimbra | L   | 1-1 (4-3 gp)   | LH  | Académico de Viseu   |

- a.p. Após prolongamento

- g.p. Após desempate por grandes penalidades

## Oitavos de Final
A 22 de Novembro realizou-se o sorteio dos Oitavos de Final. Os jogos serão disputados a 5 de Janeiro de 2014.
| J | Visitado          | Div | Res | Div | Visitante            |
| - | ----------------- | --- | --- | --- | -------------------- |
| 1 | Braga             | L   | 2-0 | L   | Arouca               |
| 2 | Benfica           | L   | 5-0 | L   | Gil Vicente          |
| 3 | Paços de Ferreira | L   | 1-2 | LH  | Desportivo das Aves  |
| 4 | Rio Ave           | L   | 1-0 | L   | Vitória de Setúbal   |
| 5 | Marítimo          | L   | 2-3 | LH  | Penafiel             |
| 6 | Porto             | L   | 6-0 | N   | Atlético Clube       |
| 7 | Leixões           | LH  | 1–5 | L   | Estoril Praia        |
| 8 | Beira-Mar         | LH  | 0-1 | L   | Académica de Coimbra |

## Quartos de Final
A 9 de Janeiro realizou-se o sorteio do Quartos de Final. Os jogos foram disputados a 5 e 6 de Fevereiro.
| J | Visitado | Div | Res     | Div | Visitante            |
| - | -------- | --- | ------- | --- | -------------------- |
| 1 | Rio Ave  | L   | 1-0     | L   | Académica de Coimbra |
| 2 | Braga    | L   | 3-1a.p. | LH  | Desportivo das Aves  |
| 3 | Porto    | L   | 2-1     | L   | Estoril Praia        |
| 4 | Penafiel | LH  | 0-1     | L   | Benfica              |

## Meias - Finais
A 9 de Janeiro realizou-se o sorteio do emparelhamento das Meias-Finais. A 1ª mão será disputada a 26 de Março e a 2ª Mão a 16 de Abril.
| J | Visitado | Div | Agg | Div | Visitante | 1ª Mão | 2ª Mão |
| - | -------- | --- | --- | --- | --------- | ------ | ------ |
| 1 | Porto    | L   | 2-3 | L   | Benfica   | 1-0    | 1-3    |
| 2 | Braga    | L   | 0-2 | L   | Rio Ave   | 0-0    | 0-2    |

## Final
| 18 de maio de 2014 | Benfica    | 1 – 0 | Rio Ave | Estádio Nacional do Jamor              |
| 17:15 UTC          | Gaitán 20' |       |         | Público: 37 150 Árbitro: Carlos Xistra |

## Vencedor
| Taça de Portugal 2017–18 |
| ------------------------ |
| Benfica (25º Título)     |